# 3895 Earhart
3895 Earhart eller 1987 DE är en asteroid i huvudbältet som upptäcktes den 23 februari 1987 av den amerikanska astronomen Carolyn S. Shoemaker vid Palomar-observatoriet. Den är uppkallad efter den amerikanska piloten Amelia Earhart.
Asteroiden har en diameter på ungefär 10 kilometer och den tillhör asteroidgruppen Phocaea.